# Pschu-Gumista naturreservat
Pschu-Gumista naturreservat (georgiska: ფსხუ-გუმისთის ნაკრძალი, Pschu-Gumistis nakrdzali) är ett naturreservat i nordvästra Georgien. Det ligger i distriktet Suchumi i Abchazien. Reservatet omfattar två områden, Pschu naturreservat på 27 334 hektar och Gumista naturreservat på 13 400 ha.